# 국사범
국사범은 비합법이라고 규정된 목적 ·수단에 의한 정치행위로 인하여 처벌되는 범죄, 또는 그 행위의 주체가 되는 범인이다.